# Camp Ashraf
Koordinaten: 34° 4′ N, 44° 34′ O

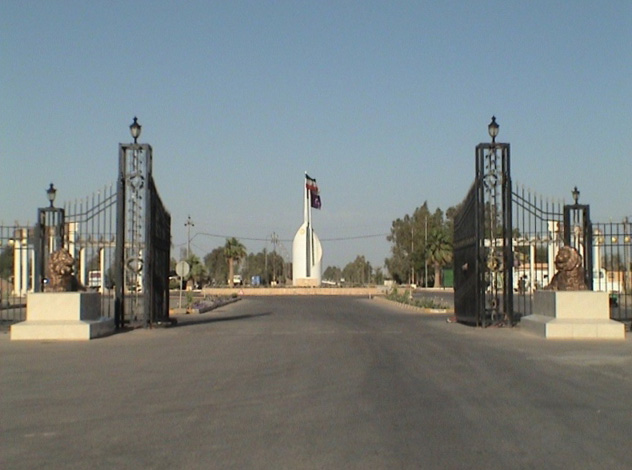
Eingang zum Camp Ashraf (2005)

Als Camp Ashraf (auch Ashraf City, arabisch معسكر أشرف, DMG Muʿaskar Ašraf; persisch قرارگاه اشرف Gharargah-e Aschraf) wird eine seit 1986 bestehende ehemalige Ansiedlung oppositioneller Iraner im Irak, Gouvernement Diyala, Bezirk al-Chalis, 60 km nordöstlich von Bagdad und 120 km von der iranischen Grenze entfernt, bezeichnet. Die Ansiedlung wurde bis 2013 von 3534 (Stand 2005) Volksmudschahedin (MEK) bewohnt, darunter 1000 Frauen.

## Ursprung
Nach dem Verbot der Volksmudschahedin durch Ajatollah Ruhollah Chomeini im Jahre 1981 gingen die MEK in den Untergrund. 1986 flüchteten der damalige Führer der MEK Massoud Rajavi und seine Anhänger von Paris nach Irak, um während des Ersten Golfkriegs gegen iranische Truppen zu kämpfen. Camp Ashraf wurde das Ausbildungscamp der Volksmudschahedin, benannt nach der ersten Frau von Massoud Rajavi. Der Irak gewährte den MEK-Kämpfern dort einen exterritorialen Status.
Das Camp Ashraf wurde nach Ashraf Rabiei benannt. Sie war eine politische Gefangene und Mitglied der Volksmudschahedin. 1982 kam sie bei einem Schusswechsel mit den Revolutionsgarden ums Leben.

## US-Irakische Hoheit
Nach dem Waffenstillstand mit Iran griff die iranische Luftwaffe das Lager mehrmals aus der Luft an. Der erste Angriff erfolgte am 6. April 1992. Acht F-4 Phantoms flogen mit Raketen und Streubomben. Ein weiterer Angriff folgte am 26. Mai 1993.  Acht F-4 Phantoms flogen mit Raketen und Streubomben. Ein weiterer Angriff folgte am 26. Mai 1993.
Im April 2003, nach dem Ende des Irakkrieges, wurden die MEK-Kämpfer von Camp Ashraf von der 4. US-Infanteriedivision entwaffnet. Dabei wurden rund 300 Panzer, 250 gepanzerte Mannschaftstransporter, 250 Geschütze und 10000 Handfeuerwaffen beschlagnahmt. US-Behörden untersuchten die Bewohner von Camp Ashraf, fanden aber keinen Grund, jemanden von ihnen wegen Terrorakten anzuklagen. Die MEK werden seit dieser Zeit nach den Bestimmungen der Genfer Konvention behandelt. Seit dem 1. Januar 2009 steht das Lager Ashraf unter Kontrolle des irakischen Militärs, ausdrücklich bestätigt durch den Report des UN-Sicherheitsrates zur Resolution 1883 (2009) vom 14. Mai 2010.
Am 29. und 30. Juli 2009 kam es zu schweren Auseinandersetzungen zwischen irakischen Sicherheitskräften und den Volksmudschahedin in dem Camp. Auslöser der blutigen Schlacht war die Ankündigung Bagdads, nach dem Abzug der amerikanischen Truppen hier eine Polizeistation einzurichten. Dabei wurden mindestens 400 Menschen verletzt und 11 Personen getötet. Irakische Sicherheitskräfte schossen, setzten Wasserwerfer und Schlagstöcke ein. Dabei wurden elf Menschen getötet und etwa 400 verletzt. Zwei weitere starben später an ihren Verletzungen.
Zu einem erneuten Zwischenfall kam es am 8. April 2011. Dabei wurden, je nach Quelle, zwischen drei und elf Bewohner getötet und 14 bis 200 verletzt, nachdem das Camp von irakischen Sicherheitskräften gestürmt wurde. Am 14. April 2011 bestätigte die UNO, dass mindestens 34 Menschen getötet worden seien. Die oppositionellen Iraner werden von der von Schiiten dominierten irakischen Regierung als ein Hindernis für die Verbesserung der Beziehungen zwischen Irak und dem Iran angesehen. Die irakische Regierung gab den Bewohnern des Camps bis zum Ende des Jahres 2011 Zeit, das Camp aufzulösen.

## Beginn der Auflösung
Im Jahr 2012 wurden die meisten Bewohner von Camp Ashraf ins Camp Liberty verlegt, eine ehemalige US-Militärbasis im nordöstlichen Bagdad.
Am 1. September 2013 kam es zu einem Zwischenfall im Camp Ashraf; ein Team der Vereinten Nationen stellte zwei Tage später 52 Todesopfer fest, die meisten davon mit Schusswunden an Kopf und Oberkörper, einige mit gefesselten Händen. Die Volksmudschahedin, die darüber hinaus sieben Vermisste angaben, beschuldigten die irakische Armee dafür verantwortlich zu sein. Nach Angaben der irakischen Armee eröffnete diese sowie Spezialeinheiten das Feuer auf die Bewohner, nachdem diese einen Posten am Camp-Eingang gestürmt hatten. UN-Generalsekretär Ban Ki-moon veröffentlichte eine Stellungnahme, worin er die „tragischen Ereignisse von Camp Ashraf“ verurteilte und die irakische Regierung aufforderte, „die Vorfälle unverzüglich zu untersuchen und die Ergebnisse zu veröffentlichen“. Im September und Oktober 2013 sandte eine Gruppe von US-Senatoren um John McCain (Republikaner) und Carl Levin (Demokraten) verschiedene Briefe und Botschaften an die Obama-Administration, worin sie zur Ausübung von Druck auf Präsident Nuri al-Maliki aufriefen und forderten, den Irak „als verantwortlich für das Massaker von Camp Ashraf zu bezeichnen und die sieben verschleppten Bewohner zu retten“. Amnesty International lancierte am 11. September 2013 eine „Urgent Action“ an die irakische Regierung zum Schutz und zur Befreiung der sieben Geiseln.
Im Februar 2015 war Camp Ashraf ein Hauptquartier für Kämpfer der Badr-Organisation.